# Salon international de la caricature de Zemun
Le Salon international de la caricature de Zemun (en serbe cyrillique : Земунски међународни салон карикатуре ; en serbe latin : Zemunski međunarodni salon karikature) est une manifestation qui se déroule chaque année à Belgrade, en Serbie, dans la municipalité urbaine de Zemun. Centré sur la caricature et le dessin humoristique, il a été créé en 1996 par Julijana Živković et Branko Najhold.

## Édition 2011
La 16e édition du Salon s'est déroulée du 2 au 15 septembre 2011 dans le cadre de la galerie Stara kapetanija sur le thème « Présentation des musées de la bande dessinée dans le monde ». Dix musées et institutions participaient à la manifestation : le Musée Appartement d'Azim Azimzadeh de Bakou (Azerbaïdjan), le Centre Européen du dessin humoristique (ECC) de Kruishoutem (Belgique), la Maison de l'humour et de la satire de Gabrovo (Bulgarie), le Musée hollandais de la bande dessinée de Bergen op Zoom (Pays-Bas), le Musée de la bande dessinée de Tabriz (Iran), le Musée de la bande dessinée et de la caricature de Varsovie (Pologne), la Collection Crihana de Galați (Roumanie), le Musée des beaux-arts de Sourgout (Russie), l'Université de la bande dessinée Anadolu d'Eskişehir (Turquie) et le Musée de la bande dessinée de Zemun (Serbie). Environ 350 artistes y ont participé et il a reçu 3 075 visiteurs.

## Édition 2012
La 17e édition du Salon s'est déroulée du 6 au 20 juin 2012 dans le cadre de la galerie Stara kapetanija sur le thème « En prison ». Le Salon a accueilli 101 artistes, représentant 35 pays, tous européens. Le jury a attribué le premier prix à Predrag Koraksić Corax (Serbie), le second prix à Dušan Gađanski (Serbie) et le troisième prix à Luka Lagator (Monténégro). Le salon a reçu 4 705 visiteurs.